# Разъезд 84 Кумсагиз
84 Кумсагиз (каз. рзд.84 Құмсағыз) — разъезд в Аральском районе Кызылординской области Казахстана. Входит в состав Саксаульского сельского округа. Код КАТО — 433257700.

## Население
В 1999 году население разъезда составляло 14 человек (7 мужчин и 7 женщин). По данным переписи 2009 года, в разъезде проживали 34 человека (21 мужчина и 13 женщин).